# Елмор Сміт
Елмор Сміт (англ. Elmore Smith; нар. 9 травня 1949, Мейкон, Джорджія, США) — американський професіональний баскетболіст, що грав на позиції центрового за декілька команд НБА. Відомий завдяки своїм здібностям блокування кидків.

## Ігрова кар'єра
На університетському рівні грав за команду Кентакі Стейт (1968—1971).
1971 року був обраний у першому раунді драфту НБА під загальним 3-м номером командою «Баффало Брейвз». Професійну кар'єру розпочав 1971 року виступами за тих же «Баффало Брейвз», захищав кольори команди з Баффало протягом наступних 2 сезонів. У своєму дебютному сезоні набирав 17,3 очка та 15,2 підбирання за гру, що дозволило йому бути включений до першої збірної новачків НБА.
З 1973 по 1975 рік грав у складі «Лос-Анджелес Лейкерс». 1974 та 1975 року очолював список гравців НБА за кількістю блок-шотів за сезон. 28 жовтня 1973 року встановив рекорд НБА, зробивши 17 блок-шотів у матчі проти «Портленд Трейл-Блейзерс».
1975 року разом з Браяном Вінтерсом та правами на Джуніора Бриджмена і Дейва Маєрса перейшов до «Мілвокі Бакс» в обмін на Каріма Абдул-Джаббара. У складі команди з Мілвокі провів наступні 2 сезони своєї кар'єри.
Останньою ж командою в кар'єрі гравця стала «Клівленд Кавальєрс», до складу якої він приєднався 1977 року і за яку відіграв 2 сезони.